# 滑鐵盧鎮區 (堪薩斯州萊昂縣)
滑鐵盧鎮區（英語：Waterloo Township）是位於美國堪薩斯州萊昂縣的一個行政鎮區。

## 地方資料
滑鐵盧鎮區的面積為154.53平方千米，當中陸地面積為153.25平方千米，而水域面積為1.28平方千米。根據2010年美國人口普查的數據，當地共有人口284人，而人口密度為每平方千米1.84人。

## 外部連結
- US-Counties.com
- City-Data.com （页面存档备份，存于）